# Pekao Open 2000
Il Pekao Open 2000 è stato un torneo di tennis facente parte della categoria ATP Challenger Series nell'ambito dell'ATP Challenger Series 2000.  È stata l'8ª edizione del torneo, e si è giocato a Stettino in Polonia dal 12 al 18 giugno 2000 su campi in terra rossa.

## Vincitori

### Singolare
Bohdan Ulihrach ha battuto in finale  Alberto Martín con il punteggio di 6–0, 6–2.

### Doppio
Alberto Martín /  Eyal Ran hanno battuto in finale  Mariano Hood /  Martín Rodríguez con il punteggio di 7–6(2), 6(5)–7, 6–2.